# Mario Lanzi
Mario Lanzi (* 10. Oktober 1914 in Castelletto sopra Ticino; † 21. Februar 1980 in Schio) war ein italienischer Leichtathlet, der in den 1930er- und Anfang der 1940er-Jahre über 800 Meter erfolgreich war. Er gewann drei Medaillen bei Europameisterschaften und Olympischen Spielen.
Mario Lanzi war der große Gegenspieler des Deutschen Rudolf Harbig. Spektakulär war der Zweikampf, den er Harbig am 15. Juli 1939 in Mailand bei dessen Weltrekord in 1:46,6 Minuten lieferte. Lanzi hatte die ersten 400 m in 52,4 Sekunden passiert und lag 100 m vor der Ziellinie noch an der Spitze. Dann aber setzte Harbig zum Endspurt an, dem Lanzi nicht folgen konnte. Er wurde abgeschlagen (1:49,0 Minuten) Zweiter. Lanzi lief mit dieser Zeit jedoch immer noch Landesrekord. Bei der 14 Tage später folgenden Revanche unterlag er Harbig erneut mit 1:49,2 Minuten gegenüber 1:48,7 Minuten.
Auch am 12. August 1939, als Harbig in Frankfurt am Main mit 46,0 Sekunden Weltrekord über 400 m lief, war Lanzi in 47,2 Sekunden Zweiter. Hier war ein gleicher Rennverlauf wie bei dem Weltrekordrennen über 800 m in Mailand zu beobachten: Lanzi lief ein hohes Anfangstempo, aber Harbig konnte sich auf den letzten 150 m an Lanzi „heransaugen“ und schließlich vorbeigehen.
Im Zweiten Weltkrieg traf Lanzi noch dreimal auf Harbig. Zwei dieser Rennen gewann er:
- in Como, Italien mit 1:54,2 Minuten (Harbig: 1:54,7 Minuten)
- am 29. Juni 1941 in Bologna, Italien mit 1:49,0 Minuten (Harbig: 1:49,1 Minuten)

Im Jahr 1942 gewann er beim ISTAF in Berlin über 400 m.

## Erfolge
- 1934: Vizeeuropameister (800 Meter: 1:52,0 Minuten)
- 1936: 2. Platz Olympische Spiele (800 Meter: 1:53,3 Minuten)
- 1938: 3. Platz Europameisterschaft (800 Meter: 1:52,0 Minuten)